# 瓦子街镇
瓦子街镇，是中华人民共和国陕西省延安市黄龙县下辖的一个乡镇级行政单位。

## 行政区划
瓦子街镇下辖以下地区：
瓦子街村、袁垛村、任家湾村、蔡家川村、小寺庄村和佛庄寺村。